# 大花钟萼草
大花钟萼草（学名：Lindenbergia grandiflora）为玄参科钟萼草属下的一个种。种名grandiflora意为“大花的”。